# اراده مردمی
ارادهٔ عمومی (اسپانیایی: Voluntad Popular‎) یک حزب سیاسی میانه‌رو سوسیال دموکرات در ونزوئلا است که در دسامبر ۲۰۱۴ به عضویت انترناسیونال سوسیالیست درآمد. مؤسس این حزب لئوپولدو لوپز شهردار پیشین چاکوآ است. این حزب در حال حاضر ۱۴ کرسی از ۱۶۷ کرسی مجمع ملی ونزوئلا، پارلمان این کشور، را در اختیار دارد.